# Грищенко, Михаил Павлович
Михаил Павлович Грищенко (1901—1979) — старший сержант Рабоче-крестьянской Красной Армии, участник Великой Отечественной войны, Герой Советского Союза (1945).

## Биография
Михаил Грищенко родился 24 ноября 1901 года в городе Малине (ныне — Житомирская область Украины). Работал рольщиком на Малинской бумажной фабрике. В 1941 году Грищенко был призван на службу в Рабоче-крестьянскую Красную Армию. С декабря того же года — на фронтах Великой Отечественной войны. Принимал участие в боях на Западном, Воронежском, 1-м и 4-м Украинских фронтах. Был ранен. К декабрю 1943 года старший сержант Михаил Грищенко был санинструктором батальона 987-го стрелкового полка 226-й стрелковой дивизии 1-й гвардейской армии 4-го Украинского фронта.
Во время боя у станции Чоповичи Грищенко вынес с поля боя семь тяжело раненных и уложил их в одном из домов на станции. Когда в дом попал вражеский снаряд, вызвавший возгорание, Грищенко бросился внутрь и вынес их, несмотря на то, что сам обжёг лицо и опалил брови. В марте 1944 года в ходе боёв на реке Збруч, когда получил ранение офицер, а следом за ним два санинструктора, пытавшиеся вынести его, Грищенко вытащил из-под обстрела всех троих. Всего же он вынес с поля боя 176 советских солдат и офицеров.
Указом Президиума Верховного Совета СССР от 24 марта 1945 года за «мужество, смелость и находчивость, проявленные при спасении раненых на поле боя» старший сержант Михаил Грищенко был удостоен высокого звания Героя Советского Союза с вручением ордена Ленина и медали «Золотая Звезда» за номером 5391.
В ноябре 1945 года Грищенко вышел на пенсию по инвалидности. Проживал в Малине. Умер 4 июня 1979 года, похоронен в Малине.
Был также награждён орденами Красного Знамени и Красной Звезды, а также рядом медалей.